# コザン

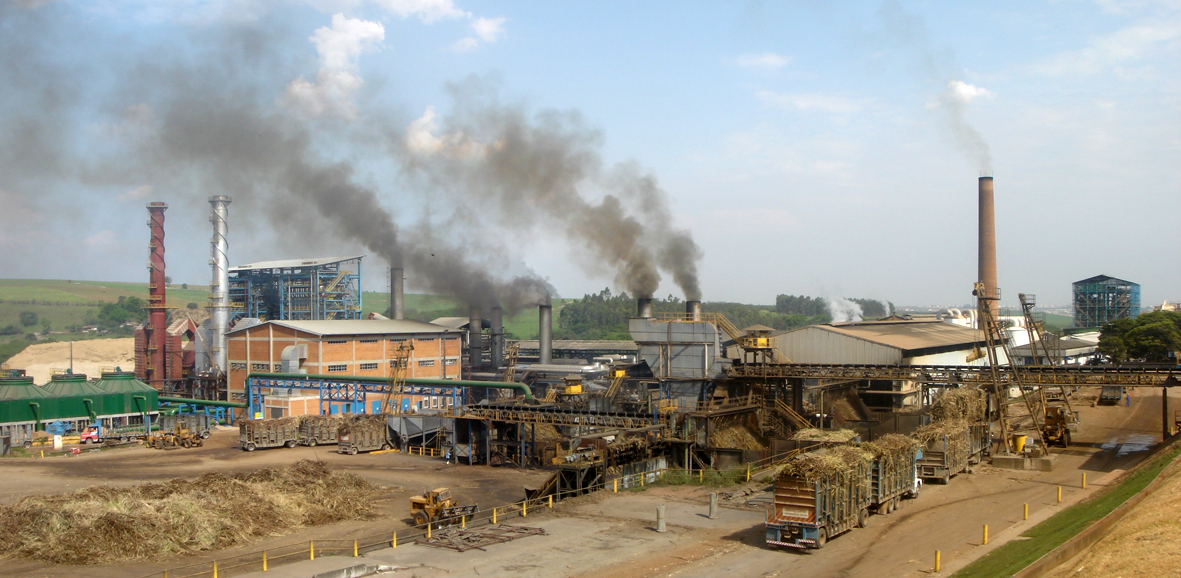
コザンの砂糖・エタノール工場（Piracicaba）

コザン（Cosan S.A.）は、ブラジル・サンパウロ州に本社を置くバイオエタノールメーカーである。1936年に創業した。サトウキビの精製が本業であったが、1980年代から、サンパウロ州のサトウキビ工場の買収を続け、会社を拡大した。サトウキビを精製前の段階から買い取り、買い取ったサトウキビをもとに、砂糖とアルコールの生産を行っている。世界中の砂糖の約5%、アルコールの4%をコザンが生産している。
サンパウロ州には50万ヘクタール（サンパウロ市の約4倍の面積の大きさと等しい）のサトウキビ畑と17の工場を保有しており、サンパウロ州における雇用のうち35,000人を創出している。またAçucar Uniãoと Da Barraで砂糖をブラジル国内で販売している。
コザンの株式は、サンパウロ証券取引所とニューヨーク証券取引所に上場している。

## 広がる事業
2008年4月24日、コザンは、ブラジルにおけるエクソンモービルの下流部門を買収した。この買収により、コザンはブラジル国内における砂糖及びアルコール生産の地位の強化に成功するとともに、ブラジルにおけるサトウキビ生産量の約10%に当たる5600万トンを掌握することとなった。また、コザンが運営する工場の数も23になった。